# 利奥波德·诺伊默尔
利奥波德·诺伊默尔（德語：Leopold Neumer，1919年2月8日—1990年3月19日），奥地利、德国男子足球运动员，场上位置是前锋。他曾代表德国国家队参加1938年国际足联世界杯，结果止步十六强。